# Bracalba cuneata
Bracalba cuneata är en stekelart som beskrevs av Alan Parkhurst Dodd 1931. Bracalba cuneata ingår i släktet Bracalba och familjen Scelionidae. Inga underarter finns listade.